# کتلین آرنوت
کتلین آرنوت (کولسون) (متولد ۱۹ نوامبر ۱۹۱۴) نویسنده و میسیونر انگلیسی است. وی به خاطر نوشتن چندین کتاب در مورد اسطوره‌ها و افسانه‌های آفریقایی مشهور است.

## کتاب‌ها
- افسانه‌ها و افسانه‌های آفریقایی
- قصه‌هایی از آفریقا
- قصه‌هایی از تمبا: داستانهای سنتی آفریقا
- عنکبوت‌ها، خرچنگ‌ها و خزنده‌ها: دو داستان عامیانه آفریقایی
- داستان‌های عامیانه حیوانات در سراسر جهان
- افسانه‌های آفریقایی
- اژدهایان، دیوها و چیزهای ترسناک: دو داستان عامیانه آفریقایی
- اوتا قاتل غول پیکر و دیگر داستانهای عامیانه نیجریه
- ماهی طلایی و داستان‌های دیگر
- قصه‌های حیوانات از سرزمین‌های گوناگون